# Nodachi

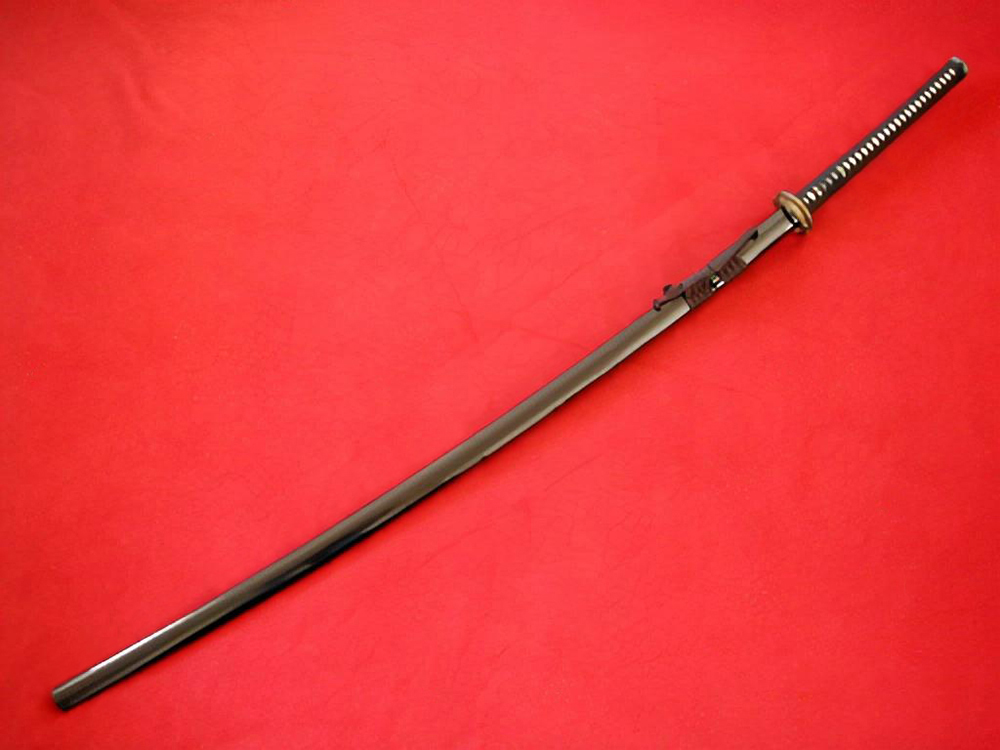
Uma Nodachi

Uma nodachi (野太刀:のだち) é uma longa espada japonesa de duas mãos. "Nodachi" tem uma tradução parcial como "espada de campo de batalha". Contudo, alguns sugerem que o significado de "nodachi" é praticamente o mesmo que o do odachi: "grande/longa espada". Uma confusão entre os termos quase sinomizou "nodachi" com a enorme "odachi". Com isso, enquanto que o uso original do termo possa referir-se a qualquer tipo de espada longa de batalha (daito), incluindo o tachi, ele é frequentemente incorretamente aplicado à qualquer tipo de katana de grande tamanho.